# Gul strandblomfluga
Gul strandblomfluga (Parhelophilus versicolor) är en tvåvingeart som först beskrevs av Fabricius 1794.  Gul strandblomfluga ingår i släktet strandblomflugor, och familjen blomflugor.
Artens utbredningsområde är Tyskland. Arten är reproducerande i Sverige. Inga underarter finns listade i Catalogue of Life.

## Bildgalleri

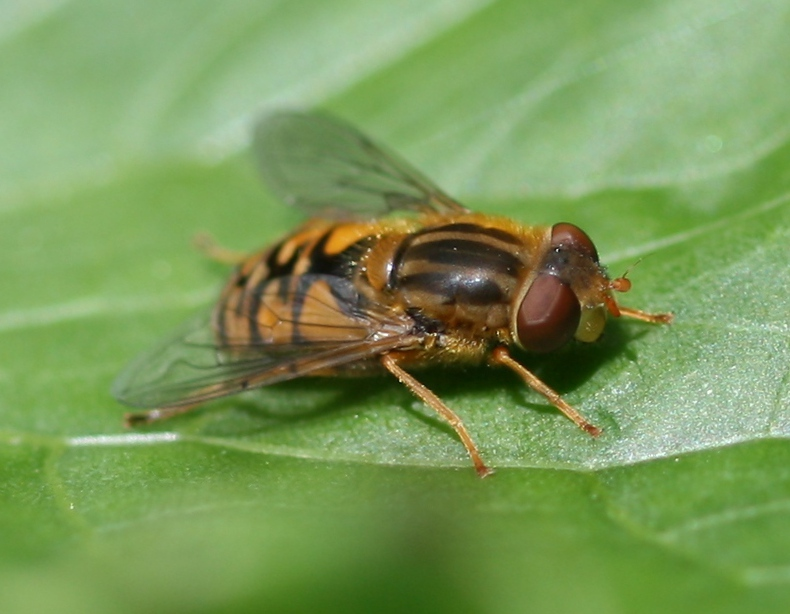